# Funeral De Um Lavrador
Funeral De Um Lavrador é uma canção composta por Chico Buarque e Melo Neto e incluindo no álbum Morte e Vida Severina, onde Chico cantou o poema Morte e Vida Severina, do poeta João Cabral de Melo Neto. 

## Versiones
O próprio Chico Buarque fez uma versão em italiano da música (com texto por Sergio Bardotti e arranjamento de Ennio Morricone) que foi incluindo no LP Per un pugno di samba.
Em 1966, a dupla argentina Barbara y Dick fez uma versão com arranjamento diferente do original  e atingiu a posição numero 2ª da parada da argentina em dezembro no mesmo ano.
em 1971, Anna Identici gravou uma versão da música com arranjos inspirando pela versão da dupla argentina. Esta versão foi laçado em 2002 no álbum Il meglio.